# Yurick Seinpaal
Yurick Josua Anthony Seinpaal (* 12. November 1995 in Kralendijk), oder kurz Yurick Seinpaal, ist ein niederländisch-bonairischer Fußballspieler auf der Position des Offensiven Mittelfelds. Er ist aktuell für den Verein Atlétiko Flamingo und in der bonairischen Fußballnationalmannschaft aktiv.

## Karriere

### Verein
Seine Vereinskarriere verbrachte Seinpaal bisher in seiner bonairischen Heimat. Er begann seine Karriere bei SV Uruguay in der erstklassigen Bonaire League und erreichte mit der Mannschaft in seiner Debütsaison den dritten Tabellenplatz. Nach zwei Jahren ohne einen Titelgewinn, wechselte er innerhalb der Liga zu Real Rincon. Hier stand Seinpaal in seiner Debütsaison im Finale des Kopa MCB gegen seinen ehemaligen Verein SV Uruguay (5:3) und gewann seinen ersten Vereinstitel. Das Finale um die Meisterschaft ging hingegen mit 4:3 gegen Atlétiko Flamingo verloren. In den 2017 bis 2018 zwei Jahren folgten zwei Meistertitel und in seiner letzten Saison gewann er das Triple aus Meisterschaft, nationalen Pokal und den Bonaire Super Cup. Seit Oktober 2019 steht Seinpaal im Kader des Ligakonkurrenten Atlétiko Flamingo unter Vertrag, wo er jedoch bisher keine Titel gewinnen konnte.

### Nationalmannschaft
Sein Debüt für die bonairische Fußballnationalmannschaft gab Seinpaal am 14. November 2013, im Rahmen eines Freundschaftsspiels, gegen die Auswahl von Suriname (2:0). Zusammen mit Igmard Gijsbertha und Rishison Frans gehörte er zum Aufgebot von Bonaire in den Qualifikationsspielen zur Karibikmeisterschaft 2014. Hier bestritt er fünf Partien und kam u. a. gegen die Mannschaften aus Montserrat (0:0), Martinique (6:0) und Barbados (1:4) zum Einsatz. Im ersten Gruppenspiel gegen die Auswahl der Amerikanischen Jungferninseln (1:2) erzielte er in der 5. Minute sein erstes Länderspieltor. Seinpaal war Teilnehmer an der CONCACAF Nations League in den Jahren 2019/21 und 2022/23, wo er am 25. März 2023 gegen die Auswahl der Insel Saint-Martin (6:1) seinen bislang letzten Einsatz in der Nationalmannschaft absolvierte. Mit bislang 18 Länderspieleinsätzen ist Seinpaal der Rekordnationalspieler der bonairischen Fußballnationalmannschaft und teilt sich, gemeinsam mit Ayrton Cicilia (6 Tore), auch den Titel des Rekordtorschützen.

### Erfolge
- bonairischer Meister: 2017, 2018, 2019
- bonairischer Pokalsieger: 2015, 2019
- bonairischer Supercup: 2019